# Дивноморское
Дивномо́рское — село в Краснодарском крае. Входит в состав муниципального образования город-курорт Геленджик. Административный центр Дивноморского сельского округа.

## География
Селение расположено у побережья Чёрного моря, в устье реки Мезыбь (Инагуа), которая образована слиянием рек Мезыбь и Адербиевка. Выше села в ущелье Церковная расположено водохранилище — «озеро Церковное».
Населённый пункт входит в курортную зону Большого Геленджика. Промышленное производство практически отсутствует, основную роль в экономике играет туристический бизнес. На берегу моря расположены комплексы отдыха, некоторые из которых являются студенческими. Развито виноградарство и садоводство.
Климат
Климат в селе мягкий, лето засушливое. Среднегодовая температура воздуха составляет +12,5°С. Среднемесячная температура самого тёплого месяца (июль) составляет около +23,0°С, самого холодного месяца (январь) около +2,5°С. Среднегодовое количество осадков составляет около 850 мм.

## История
До середины XIX века на месте современного села находился черкесский аул Мезыб (адыг. Мэзыб — «многолесье»).
Сотрудники городского музея в Ростовском областном архиве отыскали донесение начальника Черноморской береговой линии генерала Н. Н. Раевского, где уже упоминался Фальшивый Геленджик в связи со строительством укрепления в Геленджике в 1831 году.
Историки считают, что такое название могло возникнуть в 1830—40-е годы, когда капитаны судов в темноте, завидев тусклые огни, принимали эту небольшую бухту за Геленджикскую и по ошибке заходили сюда, бросая якоря.
Официальное название «Фальшивый Геленджик» посёлок носил более 100 лет и был переименован в Дивноморское лишь в 1964 году. Переименовали его по желанию жителей, был объявлен конкурс на лучшее название для посёлка.
10 марта 2004 года в ходе преобразований муниципальных районов Краснодарского края, село Дивноморское было включено в состав Дивноморского сельского округа города-курорта Геленджик.

## Население
| 2002 | 2010  | 2021  |
| ---- | ----- | ----- |
| 5805 | ↗6358 | ↗6813 |

Национальный состав
По данным Всероссийской переписи населения 2010 года:
| Народ    | Численность, чел. | Доля от всего населения, % |
| -------- | ----------------- | -------------------------- |
| русские  | 5517              | 86,77                      |
| украинцы | 265               | 4,17                       |
| греки    | 132               | 2,08                       |
| армяне   | 97                | 1,53                       |
| другие   | 347               | 5,46                       |
| всего    | 6358              | 100                        |

## Памятники
- Памятник воинам-землякам, погибшим во время Великой Отечественной войны, находится на улице Кирова.
- Памятник героям-катерникам на набережной Военного санатория. «Вечная память героям-катерникам! Помним и чтим. Ваш подвиг во имя Отчизны! 1941—1945».
- Памятник Сергию Радонежскому в центре села возле дома культуры. Четырёхметровая фигура установлена в 2014 году.

## Транспорт
Из Дивноморского осуществляется регулярное автобусное сообщение с Геленджиком. Во время курортного сезона — с Краснодаром. Кроме того, имеются автобусы, которые связывают Дивноморское с Геленджиком, Новороссийском и Джанхотом.

## Русская православная церковь

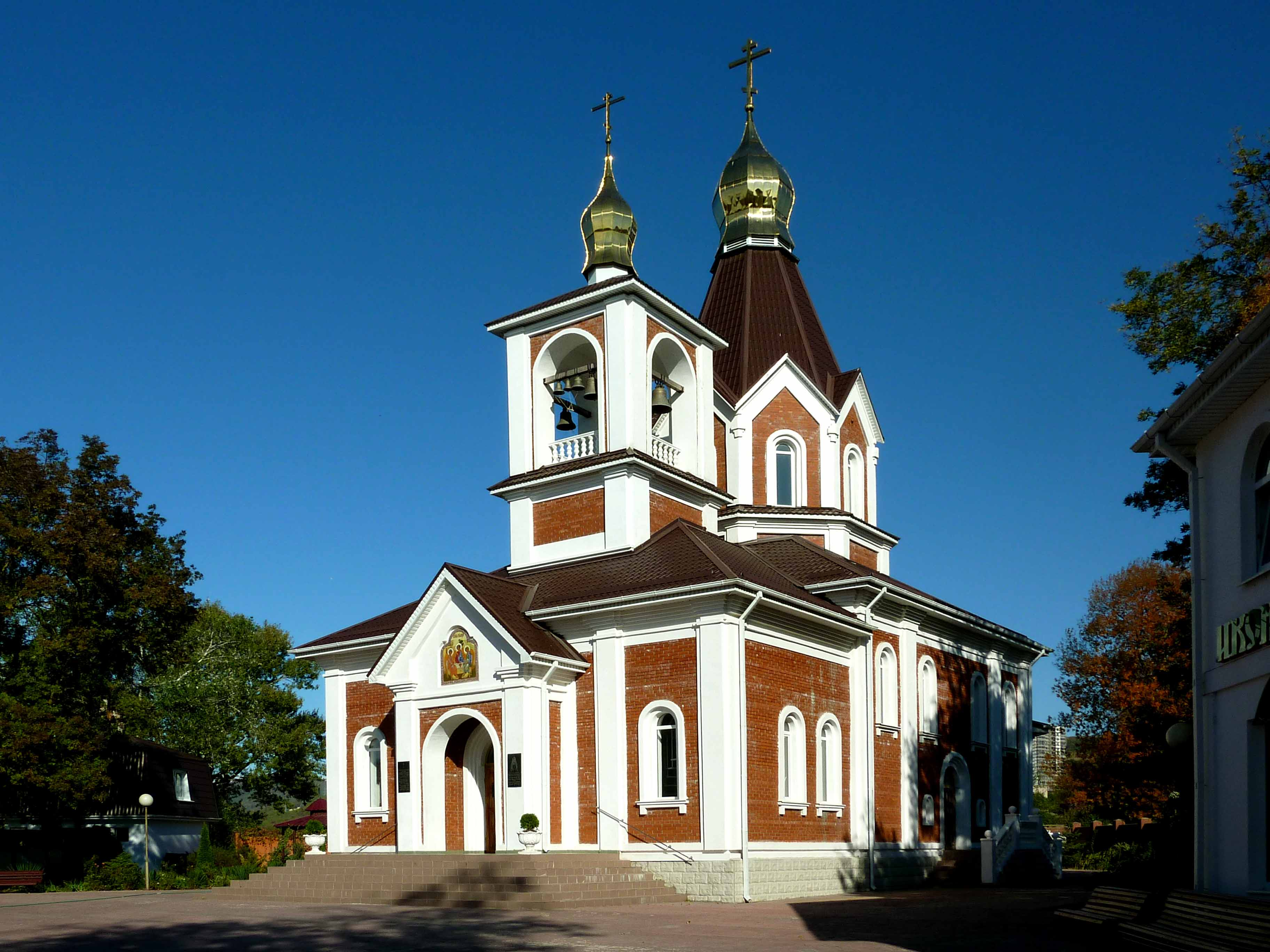
Храм во имя Сергия Радонежского

Подворье Свято-Троицкой Сергиевой лавры
Православный приход в Дивноморском был создан в 1994 году, когда православной общественностью села было принято решение о создании православного прихода во имя преподобного Сергия Радонежского. В июне 1995-го в ответ на просьбы членов общины приход в Дивноморском был преобразован в подворье Троице-Сергиевой лавры и для совершения богослужений на подворье был направлен иеромонах Феогност (Дмитриев). До 1997-го богослужения проходили в старом здании милиции и совершались нерегулярно. В 1997 году администрацией Геленджика был выделен земельный участок для строительства храма. В 1998 году на подворье с благословения патриарха Алексия II была привезена из лавры икона Сергия Радонежского с частицей святых мощей преподобного и положено начало строительству нового храма. 16 июня 2005 года патриарх Алексий II освятил храм во имя преподобного Сергия Радонежского.
Патриарший и Синодальный духовно-административный и культурный центр РПЦ
На восточной окраине Дивноморского располагается Патриарший и Синодальный духовно-административный и культурный центр Русской православной церкви. Закладку первого камня в основание будущего духовно-культурного центра освятил патриарх Алексий II. Центр был открыт 6 июня 2012 года.
На заседании Высшего церковного совета РПЦ 15 июня 2015 года патриарх Кирилл подчеркнул, что открытие нового центра позволит перенести часть функций общецерковных органов управления на юг России.

Принимая во внимание огромные пространства, я считаю, что Патриарх не всегда должен находиться только в Москве. Юг России, Украина, Ближний Восток, где пребывают братские Поместные Православные Церкви, — открытие нового духовно-административного и культурного центра дает нам возможность быть ближе ко многим нашим епархиям и более активно развивать отношения с Предстоятелями Поместных Православных церквей
— из вступительного слова на заседании Высшего церковного совета Русской православной церкви. 15 июня 2012 года
В центре проводятся официальные мероприятия, в том числе заседания Священного синода 6—7 июня 2012 года, 23 октября 2014 года.
В период строительства центра возникло большое количество спекуляций, центр именовали «дачей патриарха», особое внимание активистов вызывали вопросы выделения участка под строительство центра и перекрытие туристической тропы, проходящей вдоль берега моря. Возмущение экологической общественности вызывает то, что территория центра огорожена забором, на котором укреплены железные колья, натянута проволочная сетка с видеокамерами.